# Administration centrale de la météorologie de Taïwan
L’Administration centrale de la météorologie de Taïwan (en chinois traditionnel : 交通部中央氣象署) est une agence du Ministère des Transports et des Communications.
Son rôle est la prise de données météorologiques et la prévision du temps. Il est également responsable de la prise des données sismiques et du signalement des tremblements de terre. Son quartier-général est à Taipei.

## Histoire
Durant l'occupation japonaise de Taïwan, le gouvernement mit sur pied cinq stations météorologiques dans la colonie, soit à Taipei, Taichung, Tainan, Hengchun (près du Parc national de Kenting) et aux Îles Pescadores. Le 19 décembre 1897, le gouverneur japonais déplaça le quartier-général au site de l'Observatoire de Taipei où il est toujours.
En 1945, le Kuomintang prit contrôle de Taïwan et des installations météorologiques à la fin de la Seconde Guerre mondiale. Elles furent incorporées dans l’administration provinciale sous la gouverne du chef de l'exécutif Chen Yi. Quand ce poste fut aboli en 1947, et remplacé par celui de gouverneur de la province de Taïwan, l'agence météorologique devint une composante du gouvernement provincial.
D'autre part, le Bureau central de météorologie de la République de Chine fut fondé en 1941 à Chongqing sous le contrôle du Yuan exécutif. En 1947, le Bureau passa au ministère des transports et des communications. Après la défaite des troupes du Kuomintang en 1949, lors de la guerre civile chinoise, le gouvernement et tous ses ministères se replièrent à Taïwan et le Bureau fit de même. Il fut alors placé sous le contrôle de l'agence météorologique provinciale de Taïwan jusqu'en 1958, puis les deux furent redéfinis comme le Bureau central de météorologie de Taïwan. En 1971, le Bureau passa du contrôle provincial au ministère des transports et communications de la République de Chine (Taïwan).
Le bureau a été réorganisé en Administration centrale de la météorologie le 15 septembre 2023 selon la loi d'organisation publiée le 7 juin,

## Organisation
L'Administration est divisé en quatre divisions : planification, observations, météorologie appliquée ainsi que télécommunication et radar. Il comporte également un centre de recherche et développement, des centres affiliées de prévisions météorologiques, de prévisions maritimes, de données satellitaires, de données sismiques et un observatoire astronomique.
L'Administration compte 25 stations de prise de données météorologiques de surface, et certaines de lancer de radiosondes. Il possède 4 radars météorologiques de bande S de type NEXRAD et un centre de réception des données des satellites météorologiques.

### Centre de prévisions météorologiques
Ce centre est chargé de surveiller les conditions météorologiques réelles et d'établir des prévisions à court et moyen terme. Il émet également des avis de conditions météorologiques extrêmes, notamment de fortes pluies, de vagues de froid, de typhons, de tempêtes synoptiques et de brouillard dense.

### Centre sismologique
Ce centre, fondé en 1989, a pour mission de surveiller l'activité sismique dans et autour de l'île, de publier des rapports sur les tremblements de terre importants, d'étudier les phénomènes précurseurs des tremblements de terre, d'émettre des alertes aux tsunamis le cas échéant et de fournir des informations au public sur les précautions à prendre en cas de tremblement de terre.
Il supervise un observatoire par câble marin (MACHO), un système de capteurs sous-marins reliés par fibre optique. Ce système de 620 km est tendu entre Yilan et Pingtung qui permet d'émettre une alerte de 10 secondes avant un séisme et de 20 à 30 minutes avant un tsunami. Un système de 800 km est en construction pour surveiller la fosse des Mariannes en 2024.

### Centre de météorologie maritime
Ce centre, créé en 1993, surveille l'état de la mer et émet des prévisions météorologiques pour la navigation, la pêche, le tourisme et d'autres parties intéressées. Des variables telles que la hauteur des vagues, les marées, les variations du niveau de la mer, la température de surface de la mer et les courants océaniques sont mesurées pour fournir une image précise des conditions actuelles. Le centre est également chargé d'informer le public des horaires des marées et coopère avec les offices de tourisme locaux et les associations de pêcheurs pour installer des panneaux d'affichage électroniques dans les ports afin d'informer les marins de l'état de l'océan.